# Międzyzdroje
Międzyzdroje là một thị trấn thuộc huyện Kamieński, tỉnh Zachodniopomorskie ở tây-bắc Ba Lan. Thị trấn có diện tích 4 km². Đến ngày 1 tháng 1 năm 2011, dân số của thị trấn là 5479 người và mật độ 1218 người/km².